# Стогов, Владимир Степанович
Владимир Степанович Стогов (5 ноября 1930 — 17 мая 2005) — советский тяжелоатлет, многократный чемпион мира и Европы, призёр Олимпийских игр. Мастер спорта СССР (1955). Заслуженный мастер спорта СССР (1955). Заслуженный тренер СССР (1972).

## Биография
Родился в Москве.
Занимался тяжёлой атлетикой под руководством Александра Божко. В 1955 году стал чемпионом СССР и чемпионом мира. В 1956 году завоевал золотые медали чемпионата СССР и чемпионата Европы, и серебряную медаль Олимпийских игр в Мельбурне. В 1957 году стал чемпионом СССР и чемпионом мира. Чемпион Спартакиады дружественных армий 1958. В 1958 году вновь стал чемпионом мира. В 1959 году опять выиграл чемпионат СССР и чемпионат мира. В 1960 году вновь стал чемпионом Европы, завоевал серебряную медаль чемпионата СССР, но из-за травмы был вынужден пропустить Олимпиаду в Риме. В 1961 году завоевал золотую медаль чемпионата мира и серебряную медаль чемпионата СССР. В 1962 году завоевал серебряную медаль чемпионата СССР и бронзовую медаль чемпионата мира.
По окончании спортивной карьеры работал тренером в ЦСКА. Среди его учеников — олимпийский чемпион 1972 года Мухарбий Киржинов и чемпион Европы 1980 года Олег Караяниди.

## Награды
- Орден Трудового Красного Знамени (27.04.1957) — за успехи, достигнутые в деле развития массового физкультурного движения в стране, повышения мастерства советских спортсменов, и успешное выступление на международных соревнованиях[3]
- Медаль «За трудовое отличие» (16.09.1960) — за успешные выступления в XVII летних и VIII зимних Олимпийских играх 1960 года, а также за выдающиеся спортивные достижения[4]